# Paprika Steen
Paprika Steen (3 de novembre de 1964) és una actriu i  productora danesa.

## Biografia
En actiu des dels anys 1990, va començar com a actriu còmica a la televisió danesa amb Hella Joof, una altra actriu i productora de cinema i la televisió danesa.
Ha actuat en diverses pel·lícules daneses com Festen de Thomas Vinterberg, que la donà a conèixer internacionalment, o també Idioterne de Lars von Trier. El 2004, va començar a produir pel cinema amb la pel·lícula Lad de små børn... ("Deixa els petits...").

## Filmografia
- Festen de Thomas Vinterberg (1998)
- Idioterne de Lars von Trier (1998)
- Okay (2003)
- Vikaren (2007)
- Den skaldede frisør (2012)
- Stille Hjerte (2014)